# Agustín Pascual González
Agustín Pascual González (Madrid, 20 de marzo de 1818-Madrid, 23 de enero de 1884) fue un ingeniero de montes y político español, miembro de la Real Academia Española.

## Carrera
Fue formado como ingeniero de montes en Sajonia (en la Escuela de Montes de Thrarandt, Alemania, conocida como el «vivero de la enseñanza forestal europea»), donde aprendió de la mano del dasónomo Johann Heinrich Cotta. Fue fundador y profesor de la Escuela de Montes de Villaviciosa de Odón en 1848, donde fue compañero del profesor e ingeniero de montes Miguel Bosch. Tuvo como alumnos a figuras como Máximo Laguna.
De 1845 a 1868, fue el responsable de la gestión de los montes de la Casa Real, entre los cuales estaban masas forestales como el Monte de El Pardo o la Casa de Campo. En 1854, fue nombrado vocal del real consejo de agricultura, industria y comercio. Fue director de la Real Sociedad Económica Matritense de Amigos del País y miembro del Senado.

## Honores
Fue académico de la Real Academia Española entre 1871 y 1884.

## Algunas publicaciones
- El bosque de Tharand, 1863.